# Pressigny (Deux-Sèvres)
Pressigny é uma comuna francesa na região administrativa da Nova Aquitânia, no departamento de Deux-Sèvres. Estende-se por uma área de 12,12 km². Em 2010 a comuna tinha 195 habitantes (densidade: 16,1 hab./km²).